# Bandera de San Cristóbal de Segovia
La bandera es uno de los símbolos de San Cristóbal de Segovia, un municipio de la provincia de Segovia, comunidad autónoma de Castilla y León, en España.

## Descripción
Esta bandera fue oficializada el 23 de enero de 2009, y su descripción es la siguiente:

«Paño cuadrado de proporción 1:1, dividido horizontalmente en tres franjas; la central de color azul y de doble anchura que las de los extremos, que serán de color blanco. Sobrepuesto al centro, el escudo municipal en sus colores.»
Boletín Oficial de Castilla y León nº 47/2009

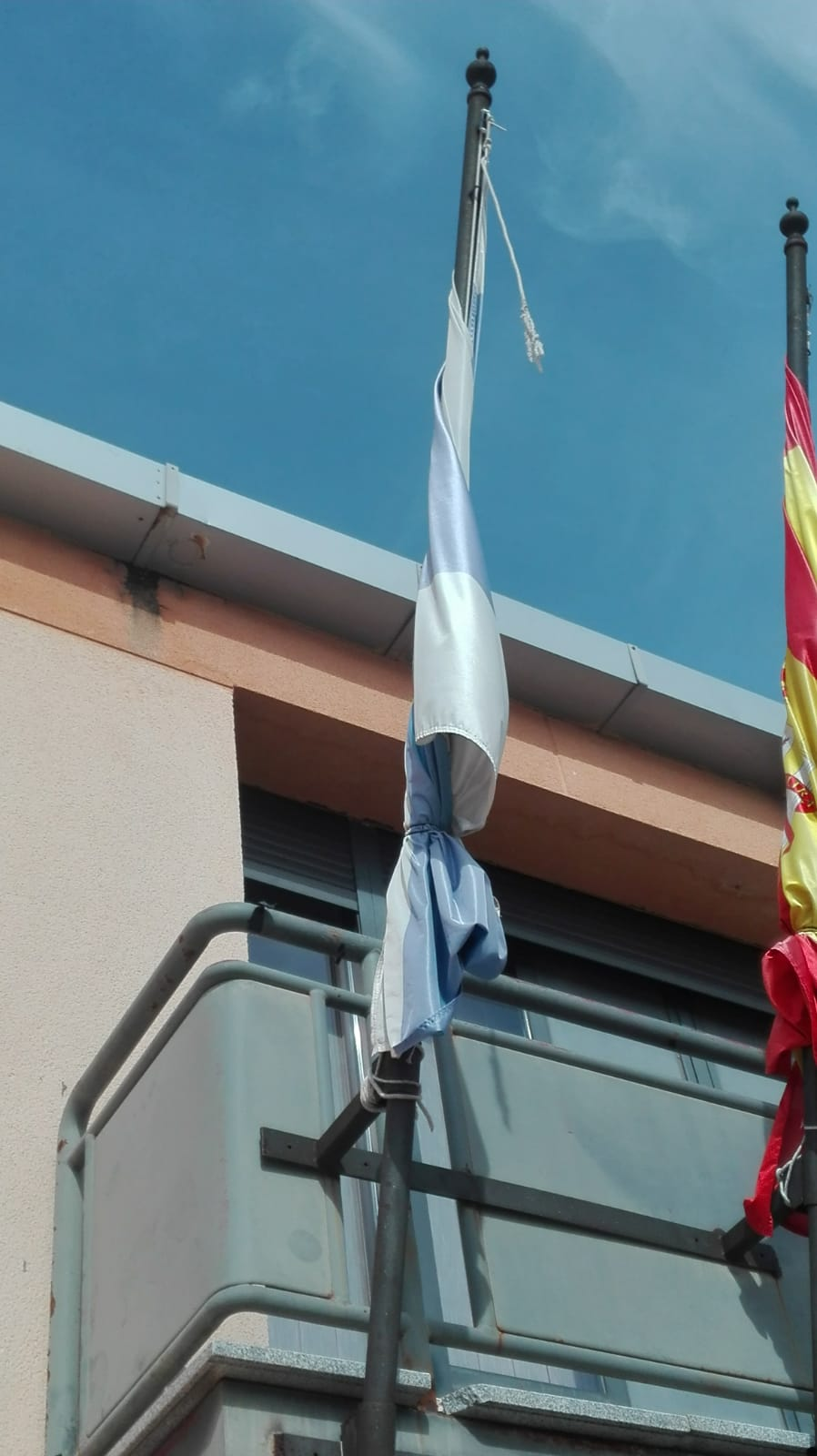
Bandera de San Cristóbal colgado de la casa consistorial del mismo municipio